# 독일 올해의 축구 감독
독일 올해의 축구 감독(독일어: Trainer des Jahres)는 2002년부터 수상한 독일의 축구상이다. 수상자는 독일 스포츠 언론 협회 (독일어: Verband der Deutschen Sportjournalisten)의 독일 축구 기자들의 투표와 키커에 의해 선정된다. 가장 최근의 수상자는 독일 국가대표팀의 요아힘 뢰프이다.

## 독일 올해의 축구 감독
| 연도 | 감독              | 소속팀          |
| ---- | ----------------- | --------------- |
| 2002 | 클라우스 토프묄러 | 레버쿠젠        |
| 2003 | 펠릭스 마가트     | 슈투트가르트    |
| 2004 | 토마스 샤프       | 베르더 브레멘   |
| 2005 | 펠릭스 마가트     | 바이에른 뮌헨   |
| 2006 | 위르겐 클린스만   | 독일 국가대표팀 |
| 2007 | 아르민 페         | 슈투트가르트    |
| 2008 | 오트마어 히츠펠트 | 바이에른 뮌헨   |
| 2009 | 펠릭스 마가트     | 볼프스부르크    |
| 2010 | 루이스 판 할      | 바이에른 뮌헨   |
| 2011 | 위르겐 클로프     | 도르트문트      |
| 2012 | 위르겐 클로프     | 도르트문트      |
| 2013 | 유프 하인케스     | 바이에른 뮌헨   |
| 2014 | 요아힘 뢰프       | 독일 국가대표팀 |

## 같이 보기
- 독일 올해의 축구 선수
- 독일 올해의 스포츠인